# Trioza lobata
Trioza lobata är en insektsart som beskrevs av Mathur 1975. Trioza lobata ingår i släktet Trioza och familjen spetsbladloppor. Inga underarter finns listade i Catalogue of Life.